# Список територіальних громад Донецької області
Це список територіальних громад Донецької області, створених в рамках адміністративно-територіальної реформи 2015-2020.
Зараз у перспективному плані області налічується 66 громад.

## Загальний перелік громад
| Громада              | Категорія | Центр            |
| -------------------- | --------- | ---------------- |
| Амвросіївська        | міська    | Амвросіївка      |
| Вуглегірська         | міська    | Вуглегірськ      |
| Званівська           | сільська  | Званівка         |
| Світлодарська        | міська    | Світлодарськ     |
| Сіверська            | міська    | Сіверськ         |
| Соледарська          | міська    | Соледар          |
| Часовоярська         | міська    | Часів Яр         |
| Бойківська           | селищна   | Бойківське       |
| Великоновосілківська | селищна   | Велика Новосілка |
| Комарська            | сільська  | Комар            |
| Старомлинівська      | сільська  | Старомлинівка    |
| Волноваська          | міська    | Волноваха        |
| Мирненська           | селищна   | Мирне            |
| Ольгинська           | селищна   | Ольгинка         |
| Хлібодарівська       | сільська  | Хлібодарівка     |
| Білозерська          | міська    | Білозерське      |
| Шахівська            | сільська  | Шахове           |
| Іллінівська          | сільська  | Іллінівка        |
| Мангушська           | селищна   | Мангуш           |
| Курахівська          | міська    | Курахове         |
| Мар'їнська           | міська    | Мар'їнка         |
| Кальчицька           | сільська  | Кальчик          |
| Нікольська           | селищна   | Нікольське       |
| Новоазовська         | міська    | Новоазовськ      |
| Новодонецька         | селищна   | Новодонецьке     |
| Олександрівська      | селищна   | Олександрівка    |
| Гродівська           | селищна   | Гродівка         |
| Удачненська          | селищна   | Удачне           |
| Андріївська          | сільська  | Андріївка        |
| Миколаївська         | міська    | Миколаївка       |
| Черкаська            | селищна   | Черкаське        |
| Кальміуська          | міська    | Кальміуське      |
| Старобешівська       | селищна   | Старобешеве      |
| Очеретинська         | селищна   | Очеретине        |
| Авдіївська           | міська    | Авдіївка         |
| Бахмутська           | міська    | Бахмут           |
| Вугледарська         | міська    | Вугледар         |
| Горлівська           | міська    | Горлівка         |
| Докучаєвська         | міська    | Докучаєвськ      |
| Донецька             | міська    | Донецьк          |
| Дебальцівська        | міська    | Дебальцеве       |
| Добропільська        | міська    | Добропілля       |
| Дружківська          | міська    | Дружківка        |
| Єнакієвська          | міська    | Єнакієве         |
| Жданівська           | міська    | Жданівка         |
| Краматорська         | міська    | Краматорськ      |
| Костянтинівська      | міська    | Костянтинівка    |
| Лиманська            | міська    | Лиман            |
| Макіївська           | міська    | Макіївка         |
| Маріупольська        | міська    | Маріуполь        |
| Сартанська           | селищна   | Сартана          |
| Мирноградська        | міська    | Мирноград        |
| Новогродівська       | міська    | Новогродівка     |
| Покровська           | міська    | Покровськ        |
| Селидівська          | міська    | Селидове         |
| Слов'янська          | міська    | Слов'янськ       |
| Святогірська         | міська    | Святогірськ      |
| Сніжнянська          | міська    | Сніжне           |
| Торецька             | міська    | Торецьк          |
| Іловайська           | міська    | Іловайськ        |
| Харцизька            | міська    | Харцизьк         |
| Хрестівська          | міська    | Хрестівка        |
| Чистяківська         | міська    | Чистякове        |
| Шахтарська           | міська    | Шахтарськ        |
| Ясинуватська         | міська    | Ясинувата        |